# Calochortus coeruleus
Calochortus coeruleus är en liljeväxtart som först beskrevs av Albert Kellogg, och fick sitt nu gällande namn av Sereno Watson. Calochortus coeruleus ingår i släktet Calochortus och familjen liljeväxter. Inga underarter finns listade.